# GameRankings
GameRankings là một website sở hữu bởi CBS Interactive chuyên thu nhận điểm đánh giá từ những nguồn trực tuyến và ngoại tuyến để đưa ra đánh giá trung bình. Hiện tại nó bao gồm khoảng 315 000 bài viết đánh giá hơn 14 500 trò chơi.

## Xếp hạng
GameRankings thu nhận và liên kết đến những đánh giá ở các website và tạp chí khác và đưa ra đánh giá trung bình. GameRankings thu nhận điểm số từ nhiều nguồn ở châu Âu và Hoa Kỳ.
Khi một trò chơi nhận được một số điểm xác định, nó sẽ được xếp hạng khi so sánh với các trò chơi trong cơ sở dữ liệu và xếp hạng khi so sánh với các trò chơi cùng nền tảng.
Một số website tiêu biểu mà GameRankings thường lấy điểm số:
1. IGN
2. Gamespot
3. GameZone
4. Game Informer
5. Gamespy[3]

## Đóng cửa
Ngày 9 tháng 12 năm 2019, GameRankings bị đóng cửa và sáp nhập vào Metacritic, một trang web tổng hợp đánh giá khác.